# Papualimosina longidiscoidalis
Papualimosina longidiscoidalis är en tvåvingeart som beskrevs av Oswald Duda 1925. Papualimosina longidiscoidalis ingår i släktet Papualimosina och familjen hoppflugor.
Artens utbredningsområde är Papua Nya Guinea. Inga underarter finns listade i Catalogue of Life.